# Tabanus maculicornis
Tabanus maculicornis je druh bodavého dvoukřídlého hmyzu z čeledi bzikavkovití (Tabanidae).

## Rozšíření
Tabanus maculicornis se vyskytuje po celé Evropě, ve východní části Palearktu (např. v Rusku) a na Blízkém východě (v Zakavkazsku). Tento druh žije především ve vlhkých lesích poblíž potoků nebo na močálovitých loukách.

## Popis
Tabanus maculicornis dosahuje délky 12–13 mm. Zadeček samic je ozdoben třemi řadami bělavých až šedavých trojúhelníků a šikmými postranními znaky na druhém a třetím článku. Hlava má šedý lem na zadní straně. Samice mají ústní ústrojí připomínající malé nůžky, kterými prořezávají kůži a sají krev. Křídla jsou užší než u příbuzného druhu Tabanus bromius. Oči mají u samců zelenou barvu s širokým fialovým pruhem, zatímco u samic mají měděný lesk a jeden fialový pruh.

## Biologie
Dospělci létají od poloviny května do poloviny července, s maximem v červnu. Samice tohoto druhu sají krev pasoucím se zvířatům (zejména kravám a koním), ale převážně se živí nektarem. Mohou sát i lidskou krev. Samci se živí výhradně nektarem. Larvy žijí v bažinaté půdě a v mechu.

## Galerie

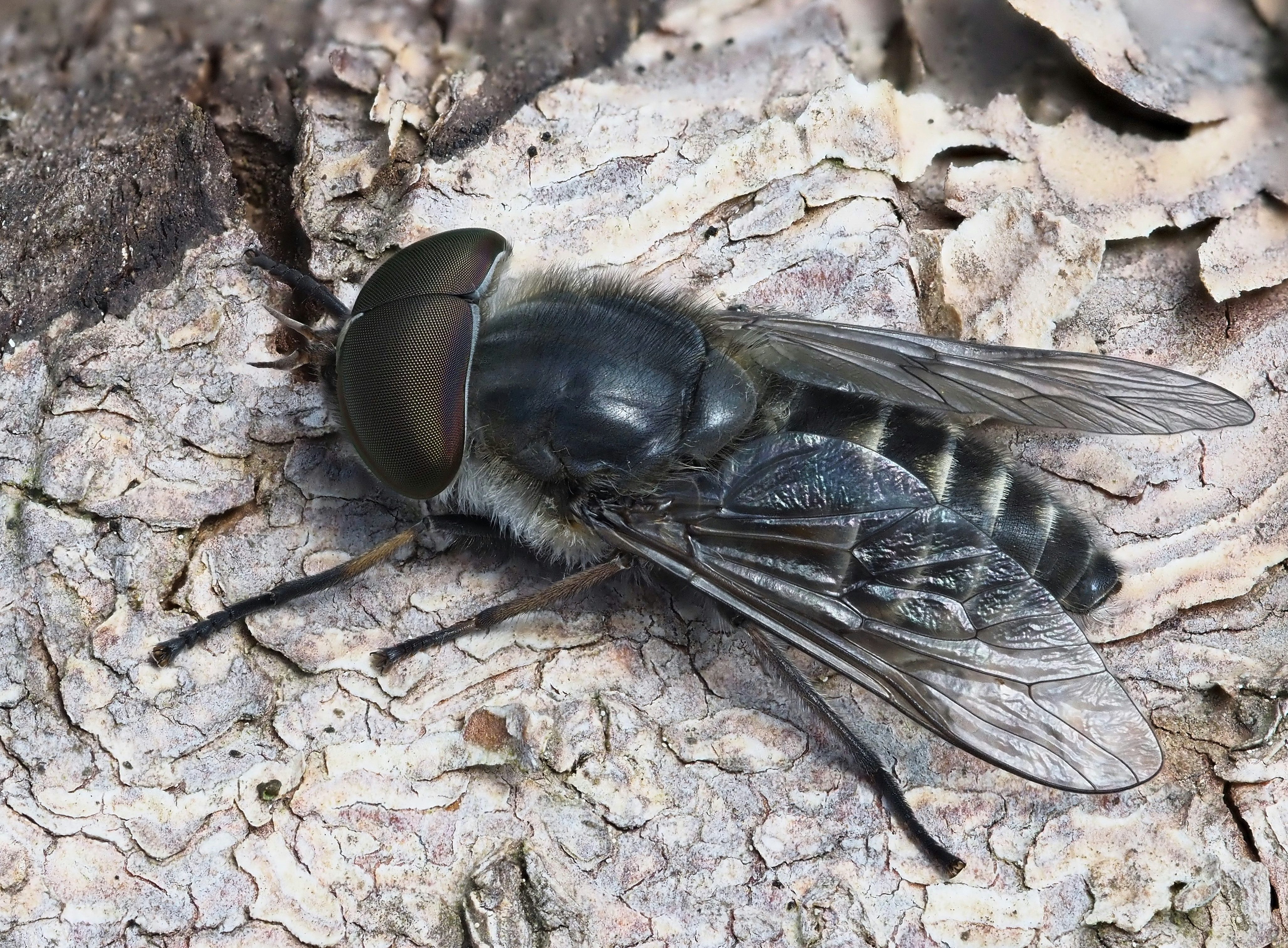
Samice Tabanus maculicornis v přirozeném prostředí
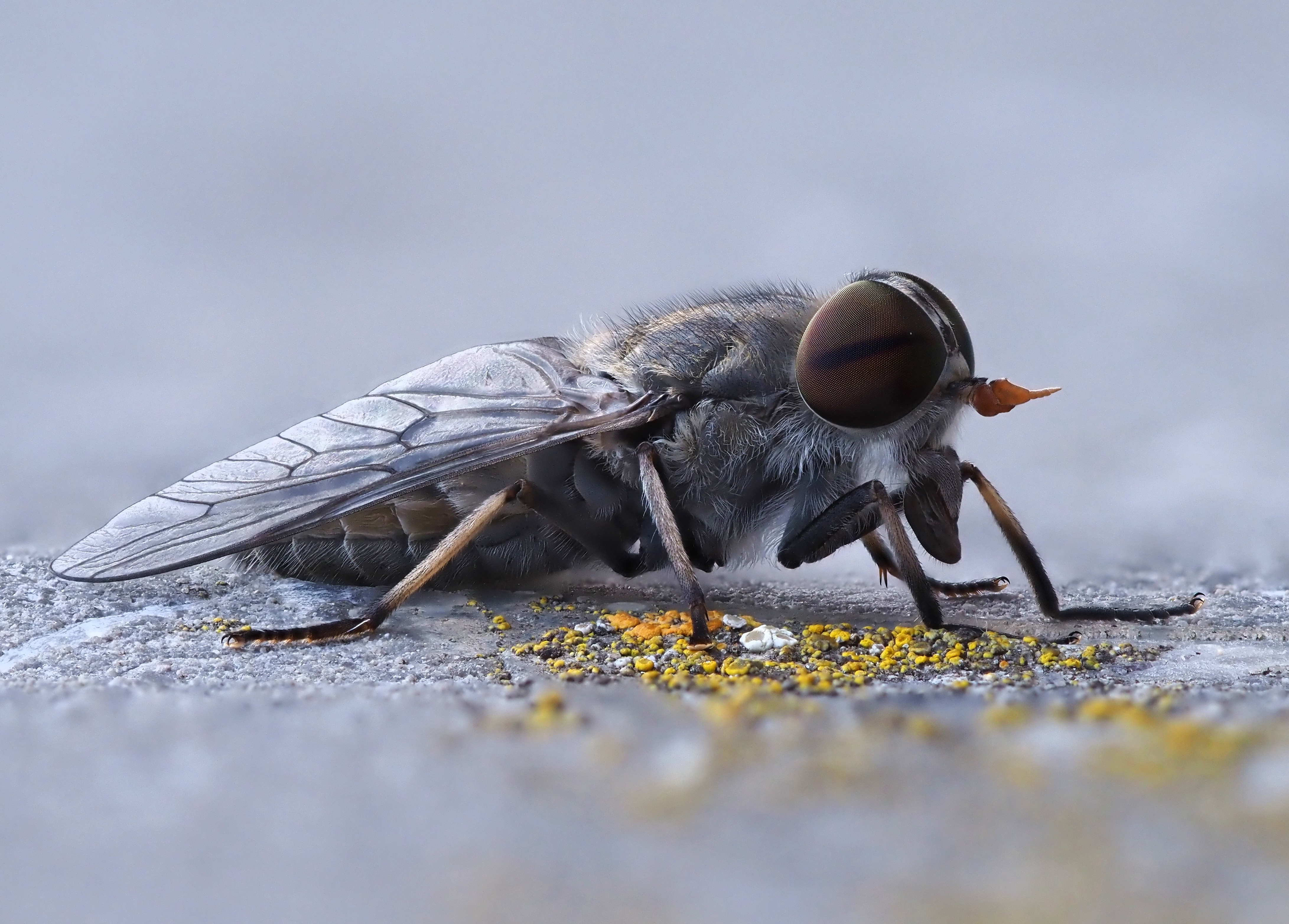
Detail křídel Tabanus maculicornis
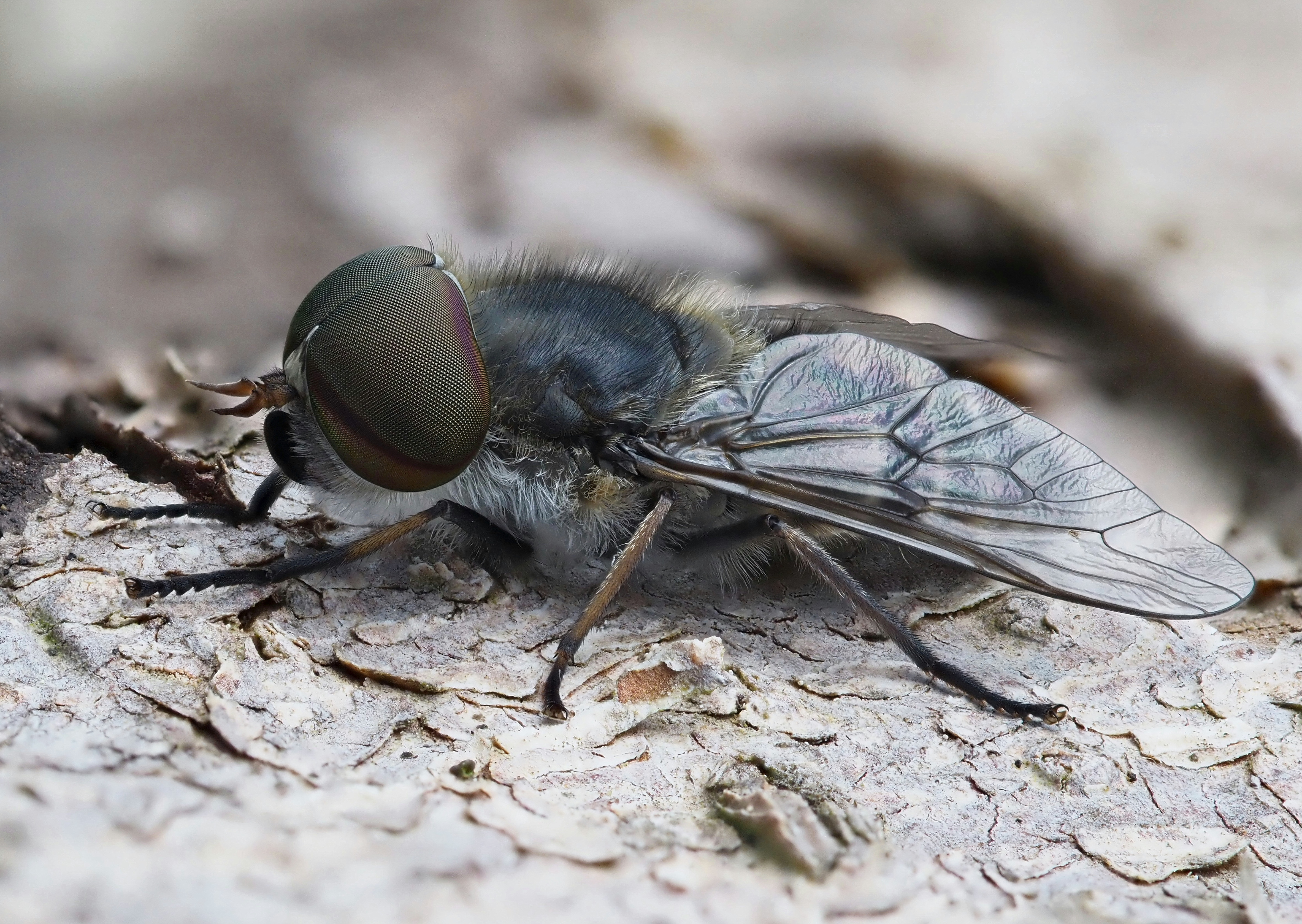
Samec Tabanus maculicornis
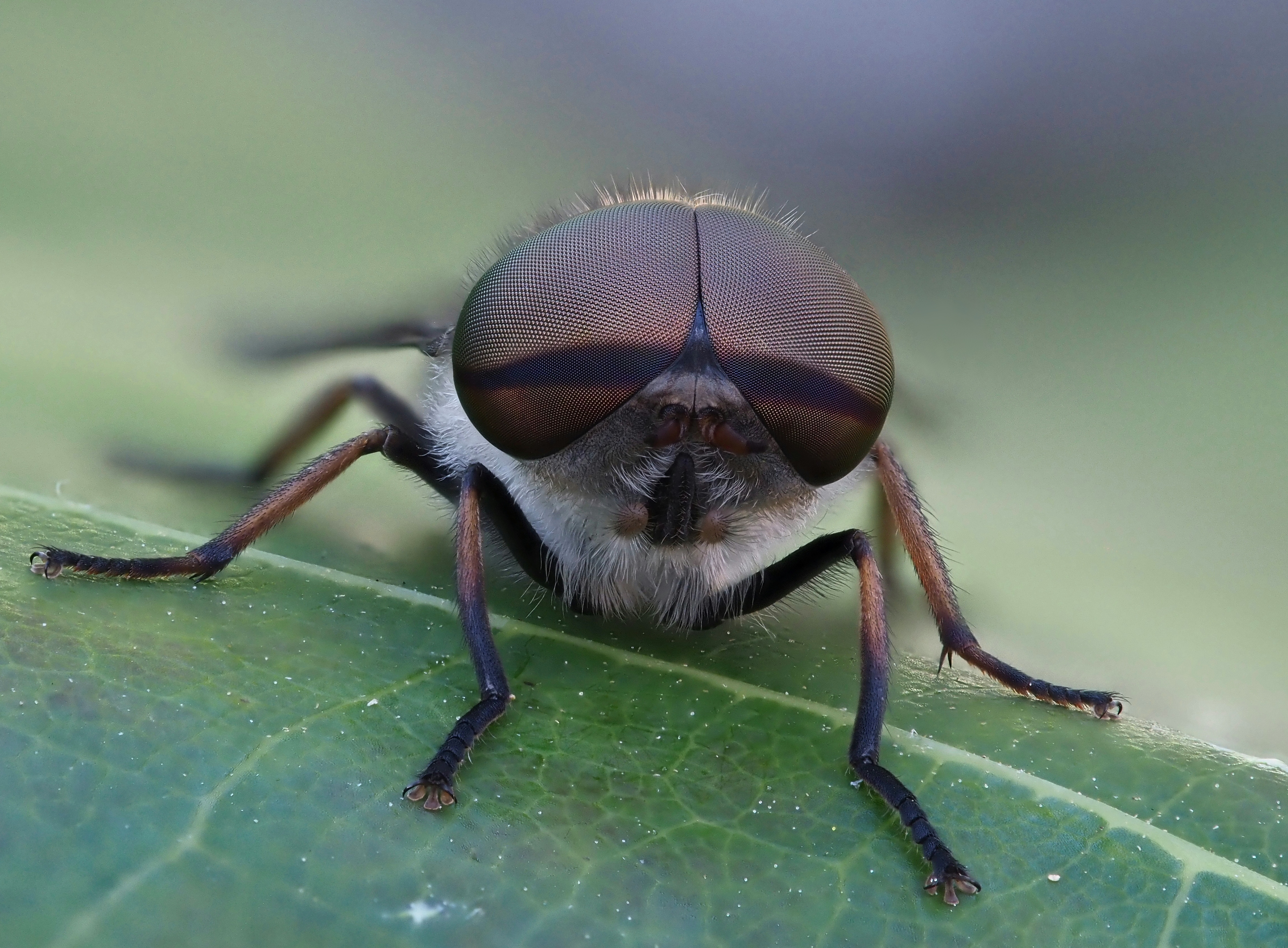
Dospělec Tabanus maculicornis na vegetaci